# Мирошник, Николай Владимирович
Николай Владимирович Мирошник (15.5.1925, село Должик, Харьковский уезд, Харьковская губерния, Украинская ССР, СССР (ныне в Золочевском районе, Харьковской области, Украина) — 10.7.1944 город Слоним, Барановичская область, Белорусская ССР, СССР (ныне в Гродненской области, Белоруссия) — участник Великой Отечественной войны, стрелок 118-го гвардейского стрелкового полка 37-й гвардейской стрелковой дивизии 18-го стрелкового корпуса 65-й армии 1-го Белорусского фронта, ефрейтор. Закрыл своим телом амбразуру пулемёта.

## Биография
Родился в 1925 году в селе Должик севернее Харькова. По окончании школы учился в Харьковском ФЗО при паровозостроительном депо.
В 1943 году, с освобождением Харькова, был призван в РККА, участвовал в боях на Ленинградском и 1-м Белорусском фронтах
Во время Белорусской наступательной операции 37-я гвардейская стрелковая дивизия наступала по маршруту Осиповичи — Барановичи — Слоним. Во время форсирования реки Щара близ Слонима, в наступательном бою ефрейтор Мирошник закрыл своим телом амбразуру пулемёта.
Был похоронен в Слониме на братском кладбище красноармейцев и партизан. 15 февраля 1968 года посмертно награждён орденом Отечественной войны 1-й степени.
Именем Николая Мирошника названы улица и переулок в Слониме; его имя было присвоено нескольким пионерским дружинам и отрядам школ Слонимского района; в музее революционной и боевой славы Слонимской средней школы № 4 экспонируются материалы о герое.